# Carex annectens
Carex annectens là một loài thực vật có hoa trong họ Cói. Loài này được (E.P.Bicknell) E.P.Bicknell mô tả khoa học đầu tiên năm 1908.